# Alfonso Porro Schiaffinati
Carlo Alfonso Gracco Porro Schiaffinati (Milano, 23 gennaio 1798 – Sant'Albino, 22 settembre 1872) è stato un letterato e patriota italiano.

## Biografia
Di origine nobile, il padre rinunciò al titolo comitale per le idee rivoluzionarie ma divenne presto orfano. Come letterato si distinse soprattutto in dialetto milanese ed era amico di Giovanni Rajberti, al quale dedicò una poesia per la nascita del figlio. Come mecenate finanziò anche numerosi artisti, il più importante Francesco Hayez, che lo ha inserito in un suo quadro.
Appassionato di politica come il padre, finanziò la spedizione dei Mille e tenne corrispondenza con Giuseppe Garibaldi: dopo l'unità divenne consigliere comunale di Concorezzo e restò punto di riferimento dei garibaldini della zona.